# دیوید پیترمن
دیوید پیترمن (انگلیسی: Davide Petermann؛ زادهٔ ۲۵ دسامبر ۱۹۹۴) بازیکن فوتبال اهل ایتالیا است.
از باشگاه‌هایی که در آن بازی کرده‌است می‌توان به باشگاه فوتبال رجینا و باشگاه فوتبال پالرمو اشاره کرد.